# Nathan Palafoz de Sousa
Nathan Palafoz de Sousa, noto anche con lo pseudonimo di Nathan (Rio de Janeiro, 4 agosto 1999), è un calciatore brasiliano, attaccante del Cianorte.

## Carriera
Cresciuto nel settore giovanile del Nova Iguaçu, debutta in prima squadra il 18 gennaio 2017, in occasione dell'incontro del Campionato Carioca pareggiato per 2-2 contro il Campos. Dopo solo due presenze in campionato, il 26 giugno seguente viene acquistato dal Corinthians, che lo aggrega alla propria formazione Under-20. Acquistato a titolo definitivo nel 2019, il 29 luglio 2020 prolunga il suo contratto fino al 2023. Il 12 agosto successivo passa in prestito agli spagnoli del Racing Ferrol, che l'anno successivo rinnovano il prestito per un'altra stagione. Il 15 luglio 2022 viene ceduto in prestito all'Avaí; cinque giorni dopo ha esordito nel Brasileirão, disputando l'incontro perso per 1-0 contro il Ceará.

## Statistiche

### Presenze e reti nei club
Statistiche aggiornate al 24 novembre 2022.
| Stagione             | Squadra              | Campionato           | Campionato | Campionato | Coppe nazionali | Coppe nazionali | Coppe nazionali | Coppe continentali | Coppe continentali | Coppe continentali | Altre coppe | Altre coppe | Altre coppe | Totale | Totale |
| Stagione             | Squadra              | Comp                 | Pres       | Reti       | Comp            | Pres            | Reti            | Comp               | Pres               | Reti               | Comp        | Pres        | Reti        | Pres   | Reti   |
| -------------------- | -------------------- | -------------------- | ---------- | ---------- | --------------- | --------------- | --------------- | ------------------ | ------------------ | ------------------ | ----------- | ----------- | ----------- | ------ | ------ |
| 2017                 | Nova Iguaçu          | A/RJ                 | 2          | 0          |                 | -               | -               |                    | -                  | -                  |             | -           | -           | 2      | 0      |
| 2020-2021            | Racing Ferrol        | SDB                  | 11+6       | 2+0        |                 | -               | -               |                    | -                  | -                  |             | -           | -           | 17     | 2      |
| 2021-2022            | Racing Ferrol        | PDR                  | 26+1       | 4+0        | CR              | 1               | 0               |                    | -                  | -                  |             | -           | -           | 28     | 4      |
| Totale Racing Ferrol | Totale Racing Ferrol | Totale Racing Ferrol | 37+7       | 6+0        |                 | 1               | 0               |                    | -                  | -                  |             | -           | -           | 45     | 6      |
| lug.-dic. 2022       | Avaí                 | A                    | 7          | 0          | CB              | -               | -               |                    | -                  | -                  |             | -           | -           | 7      | 0      |
| Totale carriera      | Totale carriera      | Totale carriera      | 53         | 6          |                 | 1               | 0               |                    | -                  | -                  |             | -           | -           | 54     | 6      |